# Eugen Plessing

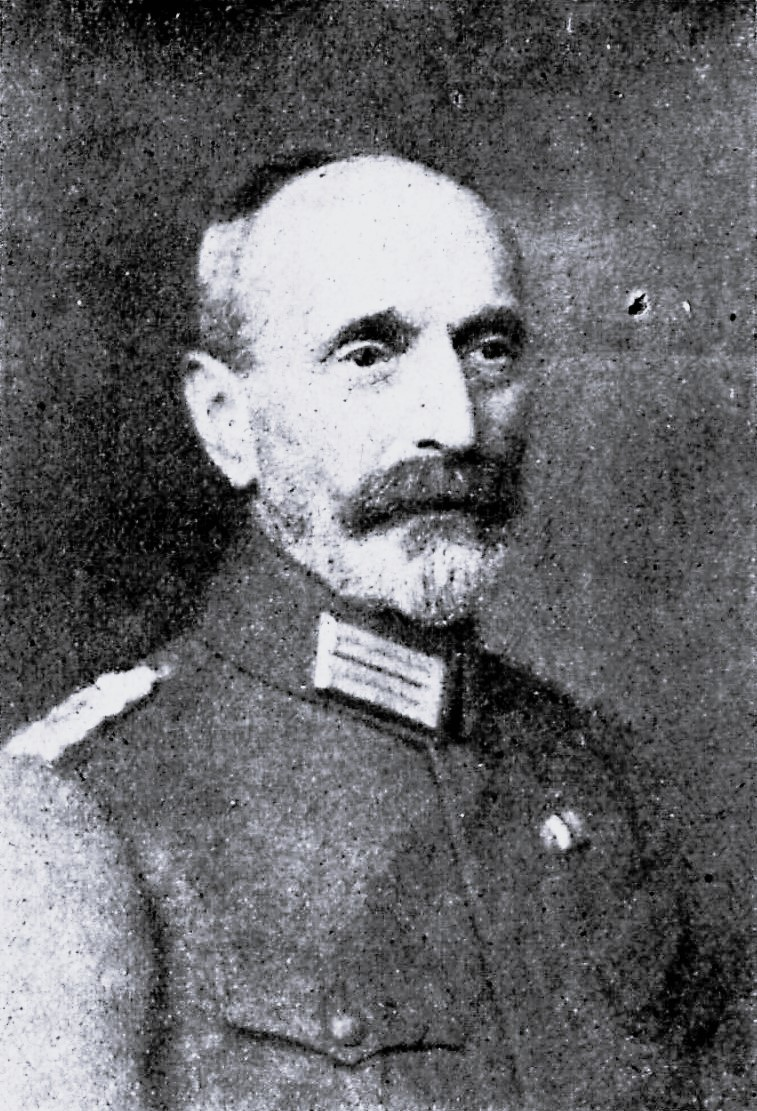
Eugen Plessing

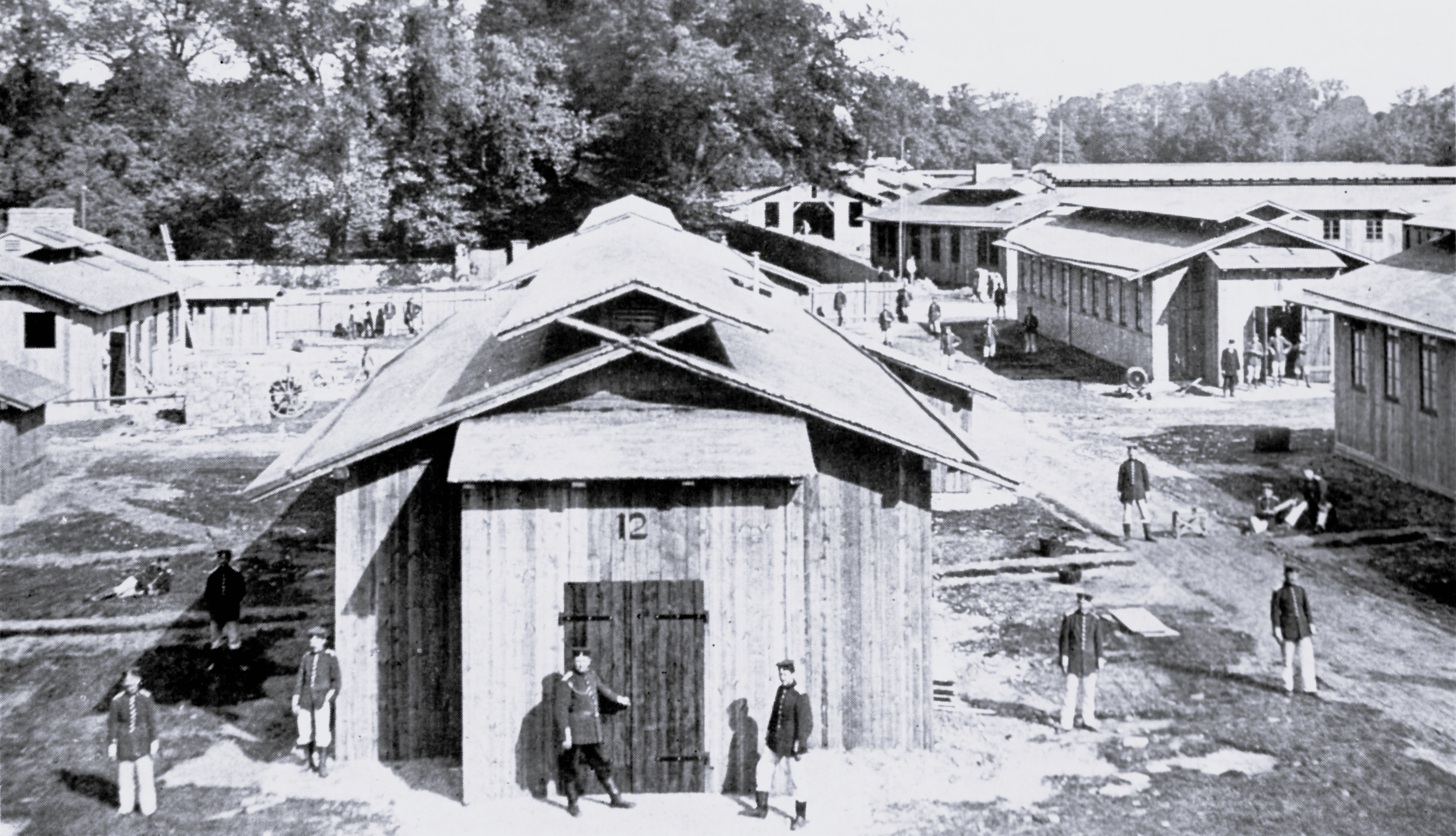
Das Barackenlazarett

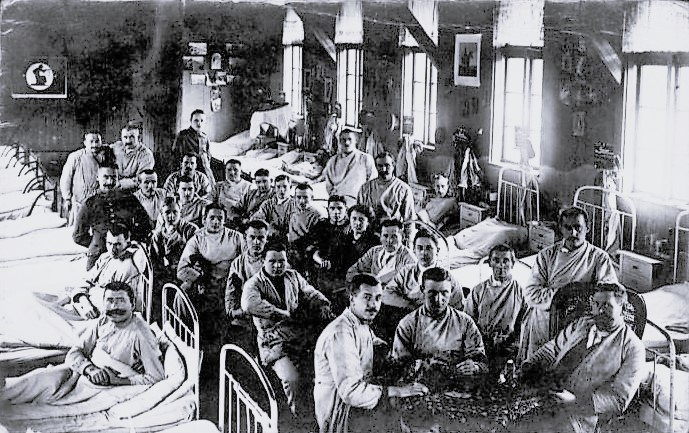
Im Barackenlazarett

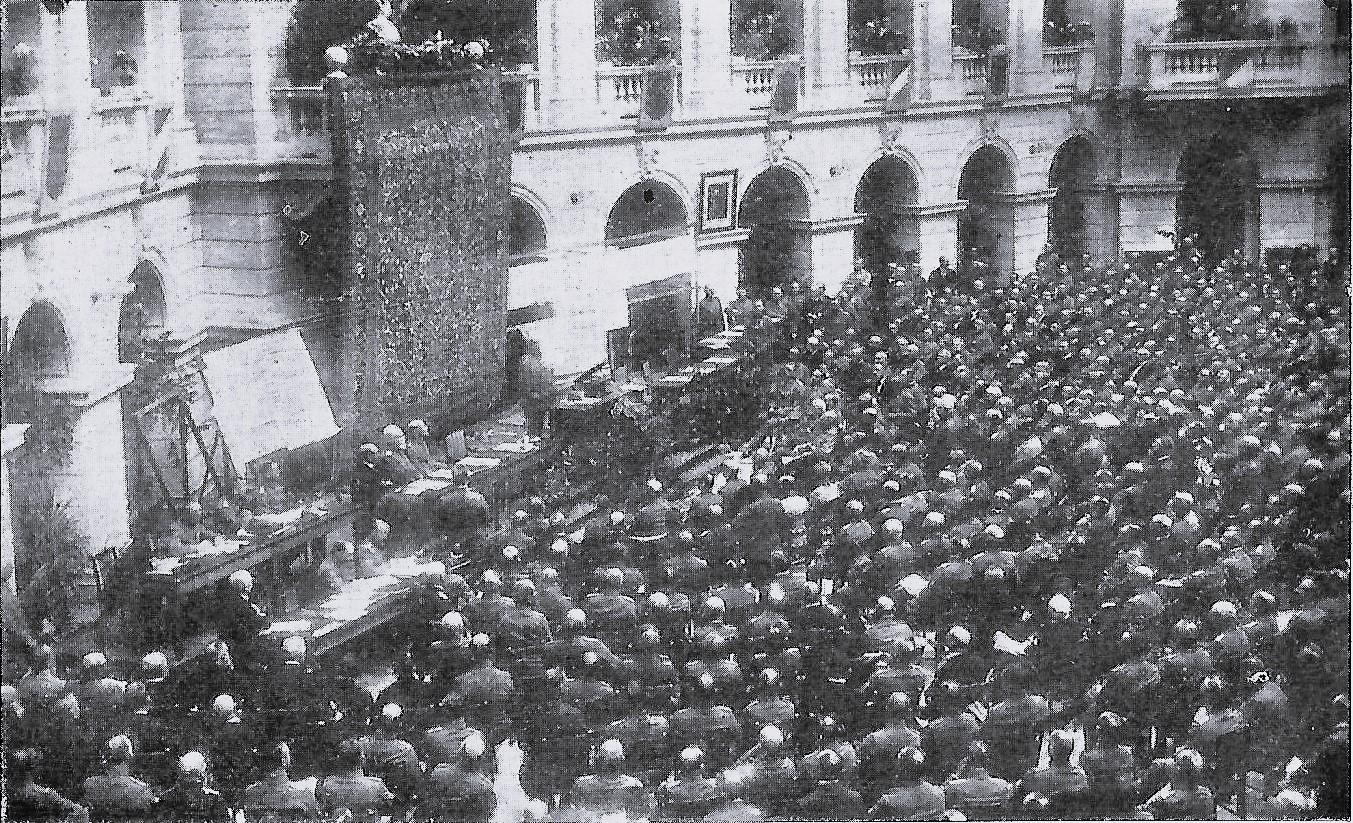
Eine Sitzung des Kongresses für Innere Medizin in Warschau

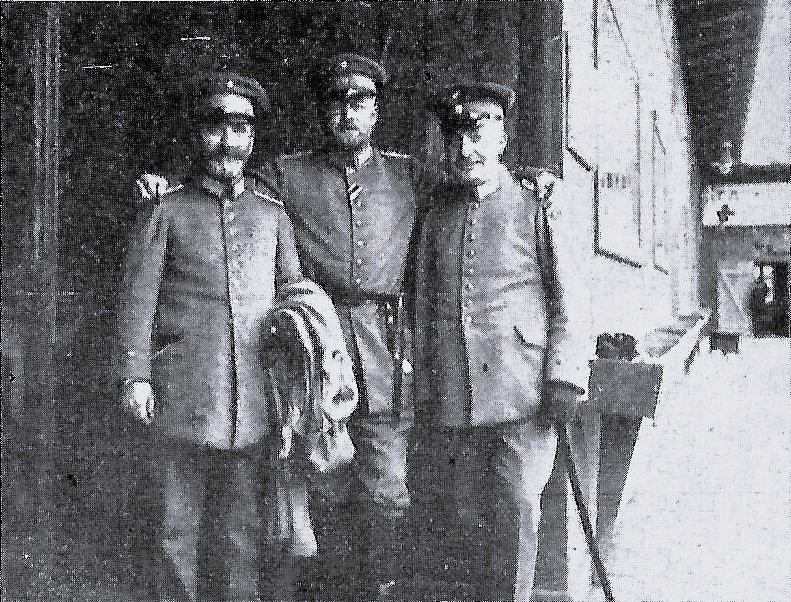
Die Vertreter Lübecks auf dem Warschauer Kongress (Plessing, Wex, Ott)

Eugen Adolf Plessing (* 1. August 1857 in Lübeck; † 1. November 1921 ebenda) war praktischer Arzt in Lübeck.

## Leben

### Laufbahn
Nach dem Besuch des Katharineums in Lübeck bis Ostern 1878 studierte Eugen Plessing Medizin an den Universitäten Tübingen und Leipzig. Sein Staatsexamen legte er 1883 ab, im selben Jahr wurde er mit „summa cum laude“ zum Doktor der Medizin promoviert. Es folgten mehrere Jahre als Assistenz- und Stationsarzt bei von Carl Thiersch an der Chirurgischen Klinik in Leipzig. 1886 kehrte er in seine Vaterstadt zurück.
Im Ärztlichen Verein zu Lübeck verwaltete er viele Jahre die Bibliothek und wurde dessen Vorsitzender. Der Wertschätzung des Vereins verdankte er seine Berufung zum Mitglied des Ärztlichen Ehrengerichtshofs.
Schon zu Beginn des Ersten Weltkriegs hatte die Kriegsintendantur in Altona, Sitz des XI. Armee-Korps, auf dem lübeckischen Burgfelde ein Barackenlager errichten lassen, da der Platz hierfür als besonders geeignet galt. Dem Lübecker Oberstabsarzt der Reserve wurde die Organisation und Leitung des Barackenlazaretts übertragen. Bereits zu dessen Planung ging man davon aus, dass es das Größte im Norden werden würde. Es heißt, dass jenes Lazarett in diesem Kriege zu den größten innerhalb des Reiches gehörte, bzw. das größte gewesen sei. Seine dortige Tätigkeit wurde ihm am 18. Oktober 1916 das Lübeckische Hanseatenkreuz vom Senat der Hansestadt verliehen. Ebenso wurden seine Leistungen mit dem Eisernen Kreuz anerkannt.
Am 1. und 2. Mai 1916 fand im unter deutscher Verwaltung stehenden Warschau ein hauptsächlich von Militärärzten besuchter außerordentlicher Kongress der Inneren Medizin statt. Die Vertreter Lübecks auf jenem Kongress waren die Oberstabsärzte Dr. Plessing, der bei einer Reserve-Sanitätskompanie im Feld stehende Dr. Wex und der Leiter der Lungenstation im Lübecker Barackenlazarett Dr. Ott.
Nach dem Kriege führte er seine Arbeit fort. Am Tage seines Todes widmete er sich der Krankenpflege, bevor er einen Schlaganfall erlitt.

### Familie

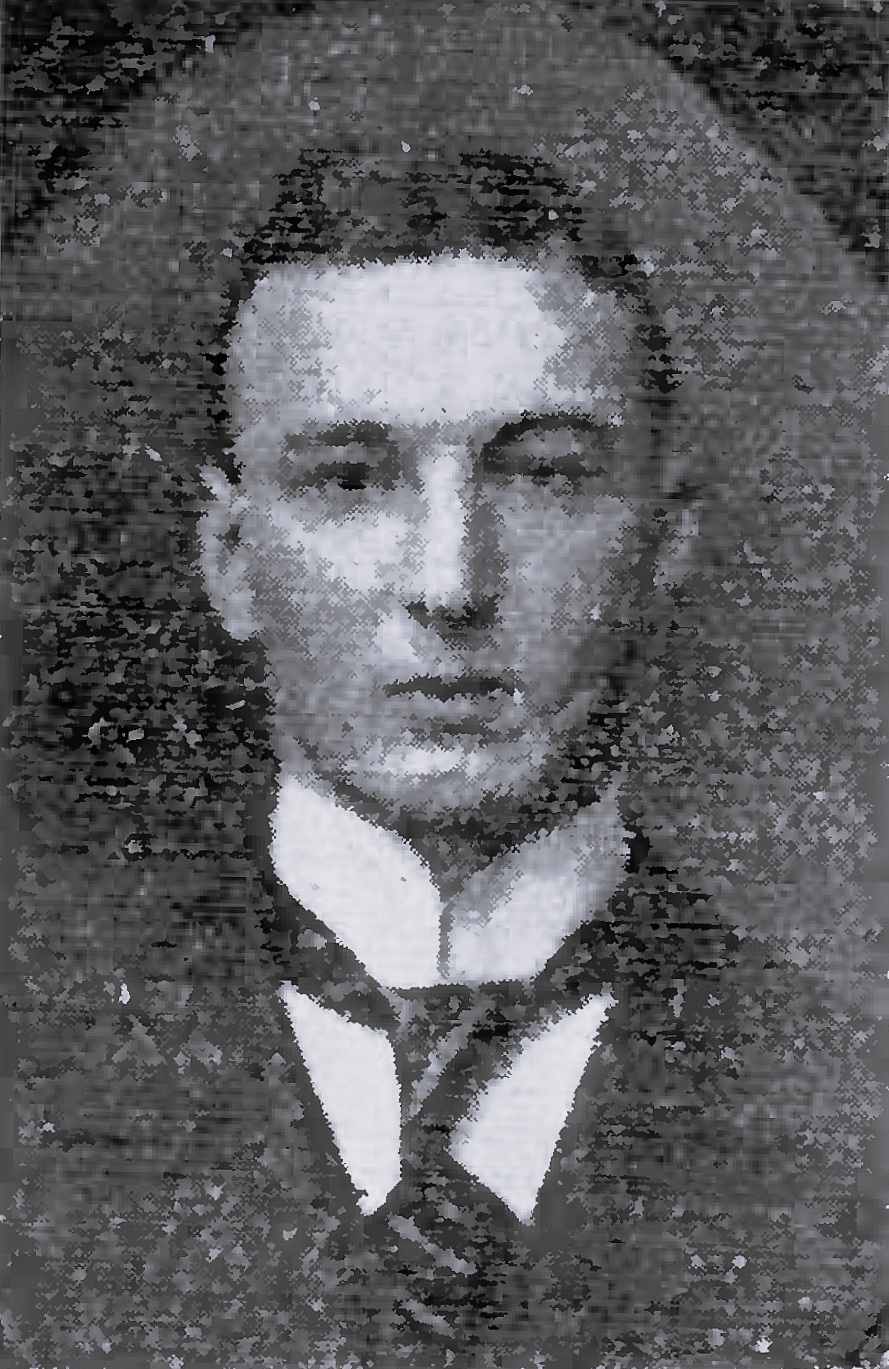

Gustav war der zweitälteste Sohn. Er besuchte das Katharineum, bestand mit 17 das Abiturium und studierte die Rechtswissenschaften in Tübingen – wo er dem Corps Suevia angehörte –, Berlin und Göttingen. Nachdem er 21-jährig seine juristische Prüfung bestanden hatte, war er zuerst Referendar im preußischen und seit Mai 1914 lübeckischen Staatsdienst. Bei Ausbruch des Krieges trat er als Vize-Wachtmeister ins Feldartillerie-Regiment Nr. 9 ein, wurde aber schon bald einer schweren Munitionskolonne zugeteilt. Mit seiner Ernennung zum Leutnant wurde er im Oktober 1914 in den Stab der Kolonne versetzt. Auf seinen Wunsch hin, wurde er kurz vor Weihnachten in sein altes Regiment zurückversetzt. Am 14. Februar 1915 wurde er in ein Rheinisches Reserve-Infanterie-Regiment versetzt, wo er als einziger Offizier die 2. Kompanie übernahm. Bei einem Sturmangriff in einem französischen Schützengraben in der Champagne fiel er am 19. Februar 1915. Auf dem lübeckischen Ehrenfriedhof ist sein Grabdenkmal das einzige aus Holz.

## Trivia
Thomas Mann setzte ihm in seinem ersten Roman, Buddenbrooks, in der Gestalt des „Dr. Langhals“ ein Literarisches Denkmal. Er beschreibt ihn als eitel. Dr. Grabow zieht ihn 1871 bei der sterbenden Konsulin hinzu. Als dessen Nachfolger, verschrieb er später Hanno Lebertran und Rizinusöl.